# Simone Niggli-Luder
Simone Niggli-Luder er en schweizisk orienteringsløber, som tilhører den absolutte verdenelite inden for sin idræt. Hun har indtil videre (VM 2013) vundet 23 guldmedaljer ved VM i orienteringsløb. Simone blev i 2003 gift med Matthias Niggli.
Den 29. september 2013 meddelte hun, at hun indstiller karrieren.